# Tomave
Tomave è un comune (municipio in spagnolo) della Bolivia nella provincia di Antonio Quijarro (dipartimento di Potosí) con 14.225 abitanti (dato 2010).

## Cantoni
Il comune è suddiviso in 11 cantoni.
- Apacheta
- Calasaya
- Opoco
- San Francisco de Tarana
- Tacora
- Ticatica
- Tolapampa
- Tomave
- Ubina
- Viluyo
- Yura